# Cyclopes ida
Cyclopes ida is een zoogdier uit de familie van de dwergmiereneters (Cyclopedidae). De dieren komen voor in het westelijke Amazonegebied ten westen van de Rio Negro. De wetenschappelijke naam van de soort werd in 1900 geïntroduceerd door Oldfield Thomas, maar de soort werd tot 2017 als ondersoort van de gewone dwergmiereneter (C. didactylus) gerekend. Uit genetisch en morfologisch onderzoek bleek het een aparte soort te zijn.

## Kenmerken
Het holotype van Cyclopes ida heeft een kop-romplengte van 18 cm en een staart van 19,8 cm. Zoals bij alle dwergmiereneters is de staart langer dan de rest van het lichaam en fungeert het als een grijporgaan. De vacht op de rug, staart en poten is overwegend grijs van kleur, de buik heeft een gelige tint. Rug- en buikstrepen zijn meestal afwezig, maar als ze aanwezig zijn zijn ze zwak ontwikkeld en gaan ze op in de rest van de vachtkleur. Dit kenmerk deelt het met Cyclopes rufus uit zuidwestelijk Brazilië, maar die is rood van kleur.

## Voorkomen
Cyclopes ida komt alleen voor in Zuid-Amerika. Het verspreidingsgebied ligt in het westelijke Amazonegebied, in het noorden van Brazilië, het zuiden van Colombia, het oosten van Ecuador en het noordoosten van Peru. De soort komt alleen voor ten westen van de Rio Negro en ten zuiden van de Rio Uaupés. In het westen is de Rio Juruá de grens van de verspreiding en in het zuiden de Amazone-rivier.

## Taxonomie
C. ida werd voor het eerst wetenschappelijk beschreven in 1900 door Oldfield Thomas. Tot 2017 werd het gerekend als een ondersoort van de gewone dwergmiereneter (C. didactylus). Na intensieve moleculair genetische en morfologische studies naar de dwergmiereneters, werd C. ida in 2017 tot soortstatus verheven. In dit onderzoek werden in totaal zeven soorten binnen het geslacht Cyclopes geïdentificeerd, terwijl er voorheen maar één werd erkend (C. didactylus).